# 哈夫斯博特恩灣
69°50′S 38°45′E / 69.833°S 38.750°E
哈夫斯博特恩灣是南極洲的海灣，位於呂佐夫-霍爾姆灣南部，該海灣根據挪威探險隊拍攝的空中照片被繪入地圖，該海灣現時由南極條約體系管理。